# Acropora khayranensis
Acropora khayranensis е вид корал от семейство Acroporidae.

## Разпространение и местообитание
Този вид е разпространен в Иран, Обединени арабски емирства и Оман.
Обитава океани, заливи и лагуни.

## Описание
Популацията на вида е намаляваща.